# 1873年11月20日日食
1873年11月20日日食为一次在协调世界时1873年11月20日出現的日偏食。該次日食食分為0.5138。

## 概述
這次日食的食分是0.5138。

## 基本參數
- 類型：日偏食
- 食甚資料：
  - 日期：1873年11月20日
  - 時間：3時22分52秒
  - 地點：63S 9W
  - 食分：0.5138

## 外部連結
- NASA日食專頁（页面存档备份，存于）（英文）